# Christophe Léotard
Christophe Léotard (* 1966 oder Anfang 1967) ist ein französischer Schachspieler. Er ist der 19. Fernschachweltmeister.

## Erfolge
Léotard, der das Schachspiel im Alter von 16 Jahren erlernte, begann 1992 mit dem Fernschach. Er gewann in den 90er-Jahren dreimal in Folge (1995 bis 1997) die französische Fernschach-Meisterschaft. Danach wandte er sich mit Erfolg dem internationalen Fernschach zu. Er wurde im Jahr 2000 zum Großmeister im Fernschach ernannt. Ein Match gegen HIARCS und Chess Tiger, zwei Schachprogramme, gewann er mit 3,5:0,5.
Bei der 19. Fernschachweltmeisterschaft – ausgetragen 2004 bis 2006 – gewann Léotard fünf seiner sechs Weißpartien und remisierte alle Schwarzpartien. Er ist der erste Franzose, der den Titel des Fernschachweltmeisters erringt. Als Weltmeister ist er Nachfolger des Niederländers Joop van Oosterom. Die Weltmeisterschaft wurde nur via E-Mail abgehalten. In 14 Jahren Fernschach hat Léotard noch keine einzige Partie verloren.
Léotard arbeitet in Südfrankreich als Lehrer. Er ist verheiratet und hat zwei Töchter.